# Viki és a Flört
A Viki és a Flört (névváltozatai: Viki And Flirt, Wiki & Flört, Viki & Flirt) magyar rock együttes.

## Története
A zenekart, amelynek stílusát kezdetben az új hullámhoz, majd a trash, hard rock, heavy metal műfajokhoz sorolták, a Carát együttesből kivált Karakas Géza és Pacsó Pál alapította Vincze Viktóriával 1982-ben. A trióhoz hamarosan csatlakozott Viki öccse, Vincze Tamás (dobos) is, így a kezdeti demófelvételek az ő irányításával készültek. Kezdetben az  első fellépéseken vendégzenészek is játszottak, így Karp László dobos és Nádas György mellett Farkas András és Faludi Tamás basszusgitáros is megfordult a csapatban. A dalok zenéjét Pacsó Pál, a dalszövegeket Karakas Géza írta. Az 1982-es és 1983-as Made in Hungary-n is indultak. Előbbin a Altatódal (az 1985-ös Bravo-Pepita válogatás lemezen Altató címmel jelent meg), utóbbin a Tükör című dalukkal. Első nagylemezük Révbíró Tamásnak, a Magyar Hanglemezgyártó Vállalat akkori szerkesztőjének köszönhetően a Hungaroton kiadásában 1985-ben jelent meg. A lemezen Temesvári András basszusgitározott, valamint vendégként a Körtánc című dalban Varga Miklós is énekelt. A lemezborítón látható, illetve a koncerteken viselt fellépő ruháikat a híres divattervező-stylist, az önmagát "ruhaszobrászként" említő Király Tamás tervezte. Karakas Géza távozásával a zenekar átalakult, és a "klasszikus" felállásban már Závodi Gábor (billentyűk) és Siklós György (basszusgitár) játszottak a csapatban. Az öltözetük is megváltozott a ruhákat a későbbiekben Vincze Tamás tervezte. 1986 végén a Hungaroton kiadótól és Erdős Pétertől Knisch Gábor menedzserhez és a Zeneműkiadó Vállalathoz (Editio Musica) igazolt az együttes. Az új menedzsernek köszönhetően az 1987-es  cannes-i MIDEM fesztiválra is kijutottak, ahol felléptek a "Holnap sztárjai" gálaműsorban, amelyet az Eurovízió is közvetített. Ők voltak az első magyar zenekar, akik itt szerepeltek. 1987 júniusában részt vettek a törökországi Çeşme tengerparti fesztiválján, ahol többek között olyan sztárokkal léptek egy színpadra, mint Kim Wilde; a Modern Talking; vagy Johnny Logan és Sandra Kim, augusztusban a sopoti nemzetközi dalversenyen a Rock and Roll Ride és a You and me című számaik mellett egy lengyel dallal is szerepeltek, szeptemberben Los Angelesben, majd Las Vegasban léptek fel. 1987 októberében a tokiói YAMAHA fesztiválon Magyarországot képviselték. A zenekar külföldön szinte ismertebb volt, mint idehaza. Az egyetlen magyar nyelvű nagylemezük után, már nagyrészt angol nyelvű felvételeket készítettek, a japán Toshiba-EMI szerződésük okán is. Ezek zenéit továbbra is Pacsó Pál, angol nyelvű szövegeiket L. P. Dover, Doverdo álnéven két jeles hazai egyetemi angoltanár írta. Második albumukat Rock and Roll Ride címmel adták ki, a nagylemez megjelent Görögországban, Japánban, és Dél-Koreában is. Itthon a Polimer–Kristály kiadó gondozásában terjesztették, kazetta formátumban. 1988. január 6-án a Magyar Televízió M1 csatornája Roxinpadon: A Viki és a Flört címmel a Kertészeti Egyetem Klubjában (KEK) megtartott koncertjükről adott közvetítést. 1988-ban is kijutott az együttes Cannes-ba a MIDEM-re, ahol már saját standjuk volt. Májusban a Petőfi Csarnokban léptek fel és mutatták be a Valentine című új dalukat, majd Londonba utaztak lemezfelvételre, ahol a CBS stúdiójában a MIDEM-en is előadott  Break it up című számukat is felvették. A  Magyar Televízió kereskedelmi irodája megkapta a lemezkiadási jogot, így az ő gondozásukban rtv márkanév alatt jelent meg Magyarországon a Fiery night – Tüzes éjszaka című újabb angol nyelvű nagylemezük. 1989. októberében Svájc nagyvárosaiban léptek fel. Siklós György basszusgitárost és hangmérnököt a Nivo-kiadónál és az LGM stúdióbeli munkái okán, rövid ideig 1989-ben Hunyecz Ferenc váltotta, aki korábban az Új Vonal, majd a Charme együttes basszusosa volt. Abban az évben országjáró ORI turnén is részt vett a csapat. 1990-ben rövid ideig Zsoldos Tamás basszusgitáros játszott a zenekarban. 1990. július 4-én, a floridai Port St. Lucie városában, Viki feleségül ment Jeff Leone amerikai énekes-szövegíróhoz. 1991-ben idehaza magánkiadásban megjelent újabb angol nyelvű albumuk Direct from Budapest címmel, amelynek szövegeit új menedzserük Jeff Leone írta. 1991. augusztus 14-én a tv2 csatornáján Showtime – Viki és a Flört címmel önálló műsorukkal szerepeltek a televízióban. 1992 áprilisában számos zenész és sportoló mellett felléptek a Budapest Sportcsarnokban megrendezett Sportexpo ’92 kiállításon, decemberben pedig az Erkel Színházban a mozgássérültek számára megtartott jótékonysági koncerten vettek részt több ismert fellépő művésszel. 1997-ben magánkiadásban adták ki A Queen szerelmeseinek című kazettájukat, amelynek "A" oldalán Freddie Mercury szerzeménye a Bohemian Rhapsody, "B" oldalán a We Will Rock You című Brian May szerzemény hallható, Vincze Viktória magyar szövegeivel. Érdekességként megemlítendő, hogy Viki szólóéneke mellett a Bohém rapszódia feldolgozásban az eredeti 120 tagú kórus vokál szólamait Pacsó Pál szerző-gitáros egyedül énekelte fel.
Az együttesnek itthon öt albuma jelent meg: Viki és a Flört  (1985); Rock and Roll Ride (1987); Fiery night – Tüzes éjszaka (1988); Direct from Budapest (1991); A Queen szerelmeseinek – (1997)
Aktív időszakuk 1982-1997-ig tartott.
A csapatból Vincze Viktória, Pacsó Pál és Vincze Tamás legutóbb a Barba Negrában lépett színpadra 2014-ben, Závodi Gábor "50 Hang" címmel tartott nagyszabású jubileumi koncertjén.

## Tagjai
- Vincze Viktória – ének
- Karakas Géza – gitár, vokál, (szövegíró)
- Pacsó Pál – gitár, vokál (zeneszerző)
- Siklós György – basszusgitár
- Vincze Tamás – dobok
- Závodi Gábor – billentyűs hangszerek, vokál

## Albumai
- Viki & Flört,  Hungaroton – Pepita, SLPM 17890 (1985)
- Rock and Roll Ride, Polimer – Kristály , PK-957002 (1987) (Az album megjelent: Görögországban, Japánban és Dél-Koreában is.)
- Fiery night – Tüzes Éjszaka, RTV, rtv88006 (1988)
- Direct from Budapest, Viki And Flirt (1991)
- A Queen szerelmeseinek, Artisjus (1997)